# همه نام‌ها
همهٔ نام‌ها (به پرتغالی: Todos os nomes) رمانی است از ژوزه ساراماگو نویسنده پرتغالی برنده جایزه نوبل ادبیات ۱۹۹۸. کتاب همه نام‌ها در سال ۱۹۹۷ منتشر شد.

## داستان
داستان اصلی رمان در بایگانی کل سجل احوال (ثبت احوال) شهری نامشخص و بی‌نام می‌گذرد. این بایگانی، برگه مشخصات زادروز، ازدواج و طلاق و مرگ تمام افراد شهر را از چند قرن پیش بایگانی کرده‌است. قهرمان داستان یکی از منشی‌های ساده بایگانی کل به نام آقا ژوزه (به پرتغالی: Senhor José) است؛ تنها شخصیت رمان که دارای نام است. سایر شخصیت‌ها با اشاره به ویژگی‌هایشان نامیده می‌شوند.

## سبک
در همه نام‌ها نیز مانند سایر آثار نویسنده، از بین علایم نقطه‌گذاری فقط از ویرگول و نقطه استفاده می‌شود. در جمله‌های سؤالی علامت سؤال به کار نمی‌رود و در دیالوگ‌ها سخنان دو طرف به دنبال یکدیگر نوشته شده‌اند. از مفهوم جمله باید سؤالی بودن جمله یا گوینده دیالوگ را متوجه شد.

## درون‌مایه
داستان این کتاب بی‌شباهت به اسطوره‌های یونانی تسئوس (تزه) و ارفه نیست و قطعه خودکشی‌کرده‌ها به جنگل خودکشته‌ها در کمدی الهی دانته نزدیک است.